# ایرینا سندالوا
ایرینا سندالوا (روسی: Ирина Сандалова؛ زادهٔ ۱۷ فوریهٔ ۱۹۹۲) بازیکن فوتبال اهل قزاقستان است.
وی همچنین در تیم ملی فوتبال زنان قزاقستان بازی کرده‌است.